# 布日瓦勒
布日瓦勒（法語：Bougival，法語發音：[buʒival] ⓘ）是法国伊夫林省的一个市镇，属于凡尔赛区。

## 地理
布日瓦勒（48°51'54"N, 2°8'22"E）面积2.76 平方千米，位于法国法蘭西島大區伊夫林省，该省份为法国北部内陆省份，北起瓦兹河谷省，西接厄尔省，西南接厄尔-卢瓦省，东南接埃松省，东临上塞纳省。
与布日瓦勒接壤的市镇（或旧市镇、城区）包括：吕埃-马尔迈松、拉塞勒圣克卢、塞纳河畔克鲁瓦西、卢沃谢讷。

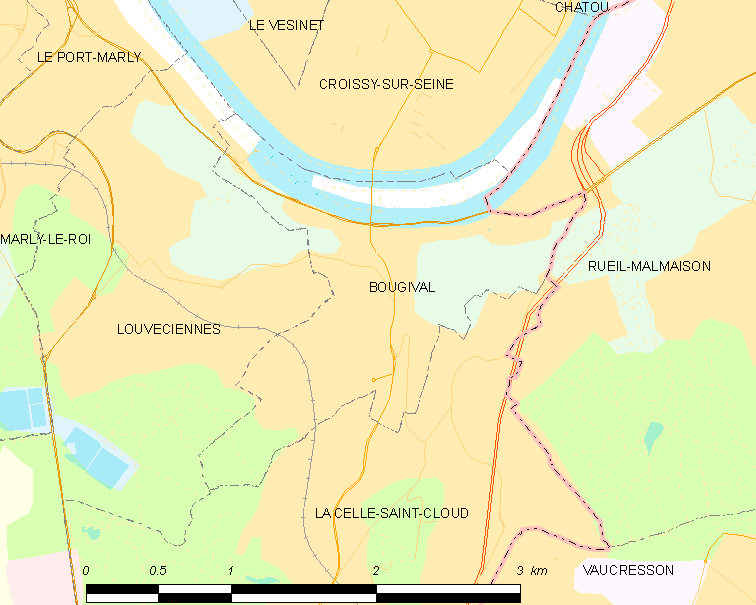
布日瓦勒的OSM定位图

布日瓦勒的时区为UTC+01:00、UTC+02:00（夏令时）。

## 行政
布日瓦勒的邮政编码为78380，INSEE市镇编码为78092。

## 政治
布日瓦勒所属的省级选区为勒谢奈-罗康库尔县。

## 人口

1962-2008年间布日瓦勒人口变化图示

布日瓦勒于2022年1月1日时的人口数量为9083人。